# 藤宮潤
藤宮 潤（ふじみや じゅん、1984年7月4日 - ）は、日本の俳優・声優。愛知県出身。エム・アール所属。

## 人物
以前はB-Boxに所属していた。
自らを中性と称し、年齢・性別を問わず様々な役をこなしている。

## 出演作品

### ドラマ
2007年
- 花ざかりの君たちへ〜イケメン♂パラダイス〜

### 舞台
2009年
- 刻め、我ガ肌ニ君ノ息吹ヲ(謎の若者(天刻丸))
- 白と黒とその泡と(星野)
- 白キ肌ノケモノ(旅の遊女(天刻丸))
- 海冥の城　白の姫君(炎蛇)

2010年
- 覇権DO！！〜戦国高校天下布武〜(ヨーコ)
- 轟然〜GO-ZEN〜(真田)
- ZIPANGパイレーツ(ハカナ)
- ぼくのぼうけんのしょII(マヤちゃん→光太郎)
- なつきとオバケくぬぎ(鏡)
- ふしぎ遊戯(婁宿)
- 天地爆砕！市立ボコすか学園(じゅんちゃん)

2011年
- THE芝居　2011(ゆずりは)
- 湯河原ドリフターズ　2011　梅の間・桜の間(美和アキオ)

### イベント
- ラゾーナ川崎ショーケース『moon stone』ヒーロー・ザ・ヒーロー(ミホ)